# Тахтинське сільське поселення
Тахти́нське сільське поселення (рос. Тахтинское сельское поселение) — сільське поселення у складі Ульчського району Хабаровського краю Росії.
Адміністративний центр — село Тахта.

## Населення
Населення сільського поселення становить 583 особи (2019; 666 у 2010, 959 у 2002).

## Склад
До складу сільського поселення входять:
| Населений пункт    | Населення, осіб (2002) | Населення, осіб (2010) |
| ------------------ | ---------------------- | ---------------------- |
| Новотроїцьке, село | 26                     | 6                      |
| Тахта, село        | 933                    | 660                    |